# Bounce (gênero)
Bounce é um estilo de música hip hop de Nova Orleães que se diz ter se originado no final dos anos 80 nos projetos habitacionais da cidade. Os artistas de bounce populares incluem DJ Jubilee, Partners-N-Crime, Magnolia Shorty e Big Freedia.

## Estrutura e Características
O bounce é caracterizado por uma festa no estilo de chamada e resposta e cantos indianos do Mardi Gras e frases de dança que são freqüentemente hiperssexuais e controversas. Esses cantos e frases de destaque são tipicamente cantados sobre o " Triggerman beat ", que é uma amostra das músicas "Drag Rap" do Showboys e "Brown Beat" do Cameron Paul. O som do bounce foi moldado principalmente pela reciclagem e imitação da amostra "Drag Rap": seus tiques cromáticos de abertura, os gritos intermitentes da palavra "break", o uso do assobio como elemento instrumental (como ocorre na ponte), o codificado "drag rap"(que foram produzidos com o uso de sintetizadores e baterias eletrônicas e são facilmente amostrados ou reproduzidos usando elementos que soam semelhantes). Típico da música bounce é o "gritar" ou o reconhecimento de áreas geográficas, bairros e projetos habitacionais, particularmente da área de Nova Orleães.

## Influência
O gênero mantém grande popularidade em Nova Orleães (a "capital do bounce do mundo") e no sul dos Estados Unidos e possui seguidores mais limitados fora do extremo sul . A música de Nova Orleans tem uma longa tradição de artistas gays e travestis como parte da cultura musical, dando à música bounce um grau significativo de sobreposição com o hip-hop LGBT.
Como o crunk, o Miami bass, o Baltimore Club e a música Juke, o bounce é recentemente uma forma altamente regional de dance music urbana. No entanto, o bounce influenciou uma variedade de outros subgêneros de rap e até emergiu no mainstream. Os artistas crunk de Atlanta, como Lil 'Jon e os Ying Yang Twins,  freqüentemente incorporam bounce em suas músicas (como "Shake It Like A Salt Shaker") e gírias (como "twerk"). "Like A Pimp" de David Banner é construído em torno de uma amostra da batida "Triggerman".
As mixtapes de Three 6 Mafia e DJ Paul também proeminentemente apresentam amostraz de bounce tradicional. O DJ Paul, um nativo de Memphis, Tennessee, foi, de fato, um dos fornecedores de bounce mais destacados fora da Louisiana, tendo incorporado seus recursos nas faixas produzidas para La Chat , Gangsta Boo e seu próprio grupo, Three 6 Mafia.
Outro registro mainstream significativo influenciado pela música bounce foi o lançamento de Beyoncé em 2006 "Get Me Bodied", e mais recentemente, "Formation" e Before I Let Go. Outros artistas fora da área de Nova Orleans, como: Mike Jones, Keezy Kilo, Hurricane Chris, Ying Yang Twins, Khia, City Girls, Big Unk e recentemente Drake também usaram elementos de bounce em suas músicas.